# Gotlands runinskrifter 207
G 207 är ett vikingatida (ca 1100) fragment av runsten med bildstensform av kalksten i Stenkumla kyrka, Stenkumla socken och Gotlands kommun.
Runsten av kalksten är 1,65 m hög, vid basen 1,35 m bred och 0,18 m tjock. Höjden på runorna i slingan som löper runt stenen är 0,06 m. Ristningen vetter mot norr och är imålad med röd färg.
Stenen står bredvid runstenen G 208 i kyrkans tornrum. 

## Inskriften
Translitterering av runraden:
butmuntr : auk : butraifʀ : auk : kunu[ar : þaiʀ : raistu : stain ...arþi : karþ] : auk : sunarla : sat : miþ : skinum : auk : han : entaþis : at : ulfshala : þa : [¶ han : hil(k)(i)...]
Normalisering till runsvenska:
Botmundr ok Botræifʀ ok Gunnvarr þæiʀ ræistu stæin ... garð ok sunnarla sat með skinnum. Ok hann ændaðis at Ulfshala/Ulvshale ... ... ...
Översättning till nusvenska:
Botmund och Botraiv och Gunnvar, de reste stenen ... gård och söderut drev skinnhandel (eg. satt med skinn). Och han dog på Ulvshale ...»